# Viaduc de l'Estrée
Le viaduc de l'Estrée est un viaduc ferroviaire désaffecté situé sur le territoire de la commune belge de Braine-l'Alleud et supportant actuellement un chemin de promenade.
C'est l'un des viaducs ferroviaires anciens parmi les plus longs édifiés en Belgique. 

## Histoire
Le viaduc est construit de 1883 à 1885 pour permettre aux convois circulant sur la nouvelle ligne 115 de franchir la vallée du Hain. 
Cette ligne, entièrement mise en service en 1885, relie Braine-l'Alleud à Tubize et Rognon en passant par Clabecq, toutes des communes de l'actuelle province du Brabant wallon. 
Le tronçon Clabecq - Braine-l'Alleud, d'une longueur de 12,5 kilomètres, est inauguré le 15 septembre 1885.
Le trafic de passagers entre Braine-l'Alleud et Clabecq cesse définitivement le 22 novembre 1959, celui des marchandises, entre Braine-l'Alleud et Sart-Moulin le 1er janvier 1962 et la section est déferrée en 1988. Un dernier train touristique composé de deux autorails de la série 45, a circulé le 8 septembre 1979.
La Région wallonne, dans le cadre de son plan RAVeL 2019-2024, a engagé un budget de 1 500 000 € pour sécuriser les ouvrages d’art, et notamment le viaduc de l'Estrée, sur lequel il est prévu de rehausser les garde-corps existants à une hauteur de 1,20 m.

## Description
L'ouvrage d'art de 35 mètres de haut, courbe et tout en briques, comporte seize arches d'une largeur de 16,50 mètres,. 
Le viaduc est situé entre la gare de Braine-l'Alleud et la station de Sart-Moulin, à quelque 700 mètres de la gare de Braine-l'Alleud, située sur la ligne 124 (Charleroi-Bruxelles).

## Paysage et monuments
Du tablier, le viaduc offre, en direction du centre de Braine-l'Alleud (vers le sud), une vue sur le versant escarpé autrefois fortifié et vers le nord une large vue panoramique sur les environs.
Aux pieds du viaduc, trône sur un socle depuis 1928 El Gamin qui piche, une copie du Manneken-Pis bruxellois.
Du parking, un escalier permet d'accéder au tablier du viaduc et au RAVeL.